# Schefflera polychaeta
Schefflera polychaeta är en araliaväxtart som beskrevs av Hermann August Theodor Harms. Schefflera polychaeta ingår i släktet Schefflera och familjen araliaväxter. Inga underarter finns listade.